# Аралотерии
Аралотерии (лат. Aralotherium) — род вымерших млекопитающих из семейства Paraceratheriidae надсемейства Rhinocerotoidea. Представители рода жили во времена позднего эоцена — олигоцена (37,2—23,03 млн лет назад) на территории современных Китая и Казахстана (только в олигоцене).
Несмотря на принадлежность к надсемейству Rhinocerotoidea, включающему носорогов, у аралотериев рогов на морде не было.

## Классификация
По данным сайта Paleobiology Database, на сентябрь 2021 года в род включают 2 вымерших вида:
- Aralotherium prohorovi[3] Borissiak, 1939typus
- Aralotherium sui (Ye, Meng & Wu, 2003)

Aralotherium sui первоначально был описан как Paraceratherium sui Ye, Meng & Wu, 2003, но в 2007 году Qiu и Wang перенесли его в род аралотериев.